# Maxwell Jenkins
Maxwell Jenkins (Chicago, 3 maggio 2005) è un attore statunitense.

## Biografia
Noto per i suoi ruoli in Tradimenti e Sense8, nel 2016 ha interpretato il ruolo di Ryan Jensen in Quando un padre. Dal 2018, è apparso come Will Robinson in Lost in Space, il remake di Netflix della omonima serie TV del 1965.
Nel 2020 ha interpretato il ruolo di Joseph Bell nella pellicola tratta da una storia vera, Joe Bell, al fianco di Mark Wahlberg, diretta da Reinaldo Marcus Green. Nel 2022 è entrato nel cast di Reacher nel ruolo di Jack Reacher da giovane nella serie di Amazon Studios.

## Filmografia

### Cinema
- Consumed, regia di Daryl Wein (2015)
- Vite da popstar (Popstar: Never Stop Never Stopping), regia di Akiva Schaffer e Jorma Taccone (2016)
- Quando un padre (A Family Man), regia di Mark Williams (2016)
- Joe Bell (Good Joe Bell), regia di Reinaldo Marcus Green (2020)
- Arcadian, regia di Benjamin Brewer (2024)

### Televisione
- Tradimenti (Betrayal) – serie TV, 12 episodi (2013-2014)
- Sense8 – serie TV, 7 episodi (2015-2017)
- NCIS: New Orleans – serie TV, episodio 2x04 (2015)
- Chicago Fire – serie TV, episodi 4x19-4x20 (2015)
- Lost in Space – serie TV, 28 episodi (2018-2021)
- Chicago Med – serie TV, episodio 7x07 (2021)
- Reacher – serie TV, 6 episodi (2022)
- Dear Edward – serie TV, 10 episodi (2023)
- The Bondsman – serie TV, 8 episodi (2025)

## Doppiatori italiani
Nelle versioni in italiano delle opere in cui ha recitato, Maxwell Jenkins è stato doppiato da:
- Alessandro Carloni in Tradimenti, Lost in Space, Joe Bell
- Mattia Fabiano in NCIS: New Orleans
- Filippo De Luca in Vite da popstar
- Lorenzo D'Agata in Quando un padre
- Alessandro Valeri in Arcadian
- Mattia Moresco in The Bondsman